# Aleksandr Nikolaevič Korkin
Aleksandr Nikolaevič Korkin (in russo Александр Николаевич Коркин?; Russia, 1837 – 1908) è stato un matematico russo.
La sua attività si concentrò soprattutto nei campi delle equazioni differenziali e della teoria dei numeri.
Studiò presso la facoltà di matematica e fisica dell'università di  San Pietroburgo, si laureò con una tesi sulla Definizione di funzioni arbitrarie in termini di integrali di equazioni differenziali lineari parziali. Fu professore presso l'università di San Pietroburgo, tenne dei corsi sul calcolo differenziale ed integrale all'accademia navale Nikolaevskij.
Nel campo della soluzione delle equazioni differenziali parziali scrisse, oltre alle tesi di laurea e di dottorato, gli articoli Sur le théoreme de Poisson et son reciproque (Bulletin de l'Acad. de St. Petersb., XVI 1871) e On partial differential equations of the second order (Appendix to the university minutes, 1878).
Il lavoro nel campo della teoria dei numeri verté soprattutto sulla teoria delle forme quadratiche. Si concentrò sulla questione del limite esatto del minimo delle forme quadratiche definite che ha una soluzione semplice per le forme binarie ma presenta difficoltà per le forme ternarie e superiori con quattro o più variabili. Fra il 1871 ed il 1877 Korkin ed E. I. Zolotarev intrapresero una serie di tentativi per risolvere il problema, riuscirono nel loro intento per forme in quattro e cinque variabili. I risultati di questi sforzi, fondamentali nella teoria delle forme quadratiche definite, furono esposti in Mathematische Annalen volumi V, VI e XI.